# 伊號第一潛艦
伊号第一潜水艦是日本海軍的一艘潜水艦。伊一型潜水艦（巡潜1型）的1号舰。1943年（昭和18年）在执行前往瓜达尔卡纳尔岛的輸送任務中被击沉。
初代伊号第一潜水艦喪失之后，伊十三型潜水艦的4号舰被给与伊号第一潜水艦（第二代）的名称，在川崎造船所建造但最终未完成。其中的详细情况参见伊十三型潜水艦。

## 艦歷

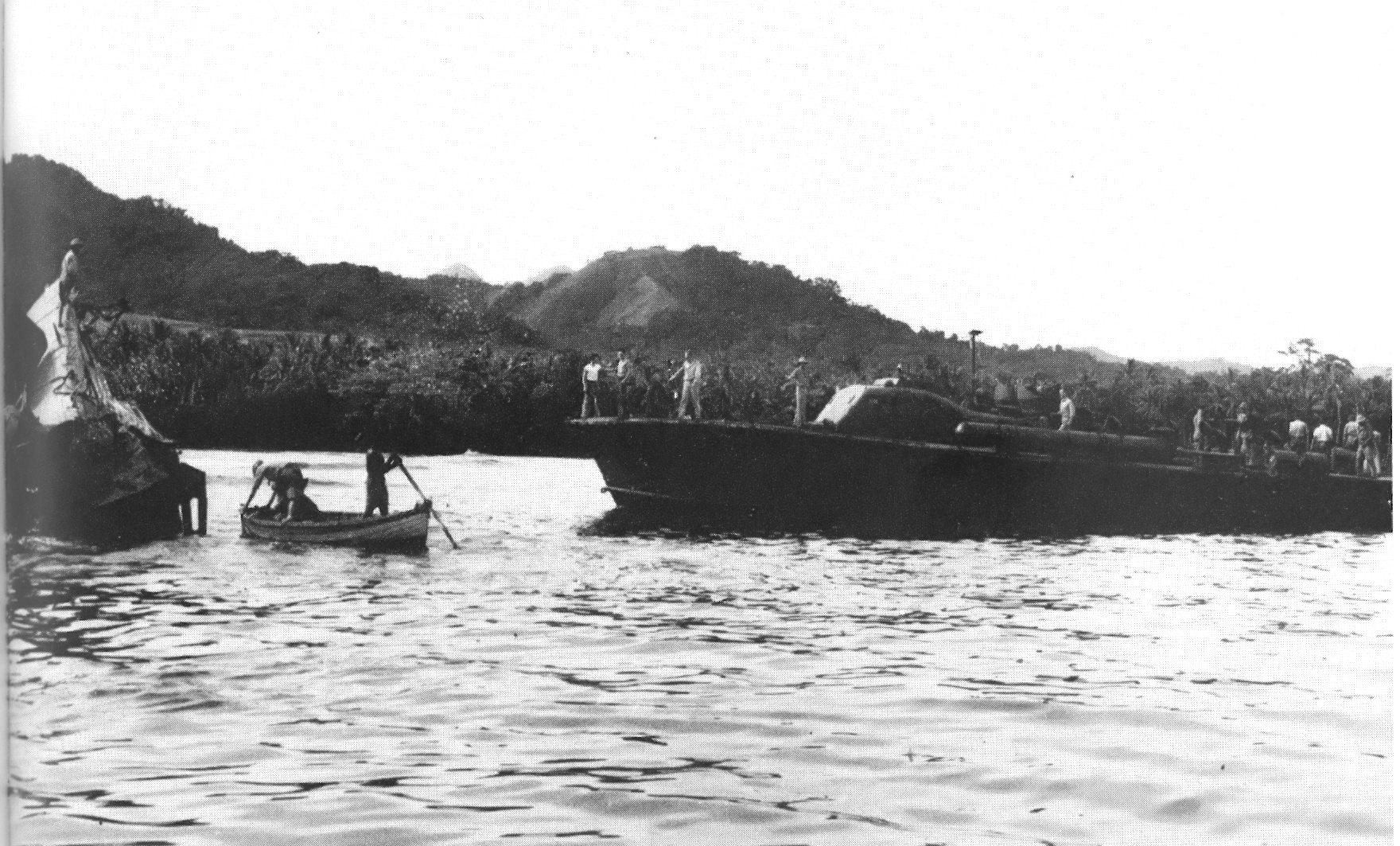
美国海軍PT-65在瓜達爾卡納爾島撤退戰役中被击沉的伊号第一潜水艦

1923年（大正12年）建造计划中的「第74潜水艦」，后改名为伊号第一潜水艦。建造由川崎造船所进行，1923年（大正12年）3月12日动工，1924年10月15日下水，1926年3月10日竣工，同日船籍编入横須賀鎮守府。
在太平洋战争开战时配属于第六艦隊第二潜水战隊，珍珠港偷袭作战中在欧胡岛周边海域执行监视任务，12月31日炮击夏威夷岛的希洛湾。之后前往澳洲西岸攻击货船进行通商破壞。1942年6月起支援阿留申攻略。之后驶向所罗门，在瓜达尔卡纳尔岛执行作战任务。1943年1月29日，在对瓜达尔卡纳尔岛进行运输作战中与敌方侦查艇、魚雷艇交战并损伤，上浮并再次交战后与新西兰海軍魚雷艇发生冲撞并触礁沉没。自艦長以下27名官兵战死，55名幸存。同年4月1日该舰被除籍。
由于沉没时舰内的密码本没有被彻底销毁，日军试图将其摧毁但没有成功，而结果使美军获得了近20万页的密码册页，这极大的帮助了对日军密码的破译工作。

## 歴代艦長

### 艤装員長
1. 春日篤 少校：1925年4月1日 -

### 艦長
1. 春日篤 少校：1926年3月10日 -
2. 春日末章 少校：1927年7月29日 -
3. 中邑元司 少校：1928年12月10日 - * 1929年11月5日起作为预备舰
4. 校藤四郎 少校：1930年11月15日 -
5. 長井满 少校：1931年12月1日 -
6. 今里博 少校：1933年11月1日 - * 1935年11月15日起作为预备舰
7. 大竹寿雄 中校：1936年2月15日 -
8. 宮崎武治 中校：1936年12月1日 -
9. 浜野元一 少校：1937年10月5日 -
10. 加藤良之助 中校：1939年11月20日 -
11. 大谷清教 中校：1940年10月30日 -
12. 安久荣太郎 中校：1941年8月25日 -
13. 坂本荣一 少校：1942年10月31日 -

※省略与备件时期的舰长